# Torquigener florealis
Torquigener florealis és una espècie de peix de la família dels tetraodòntids i de l'ordre dels tetraodontiformes.

## Morfologia
- Els mascles poden assolir 18,5 cm de longitud total.[4][5]

## Hàbitat
És un peix marí, de clima temperat i demersal que viu fins als 238 m de fondària.

## Distribució geogràfica
Es troba des de Hawaii fins al Japó i el mar de la Xina Oriental.

## Observacions
És inofensiu per als humans.